# Elsa De Giorgi
Elsa De Giorgi, pseudonimo di Elsa Giorgi Alberti (Pesaro, 26 dicembre 1914 – Roma, 12 settembre 1997), è stata un'attrice, regista e scrittrice italiana.

## Biografia

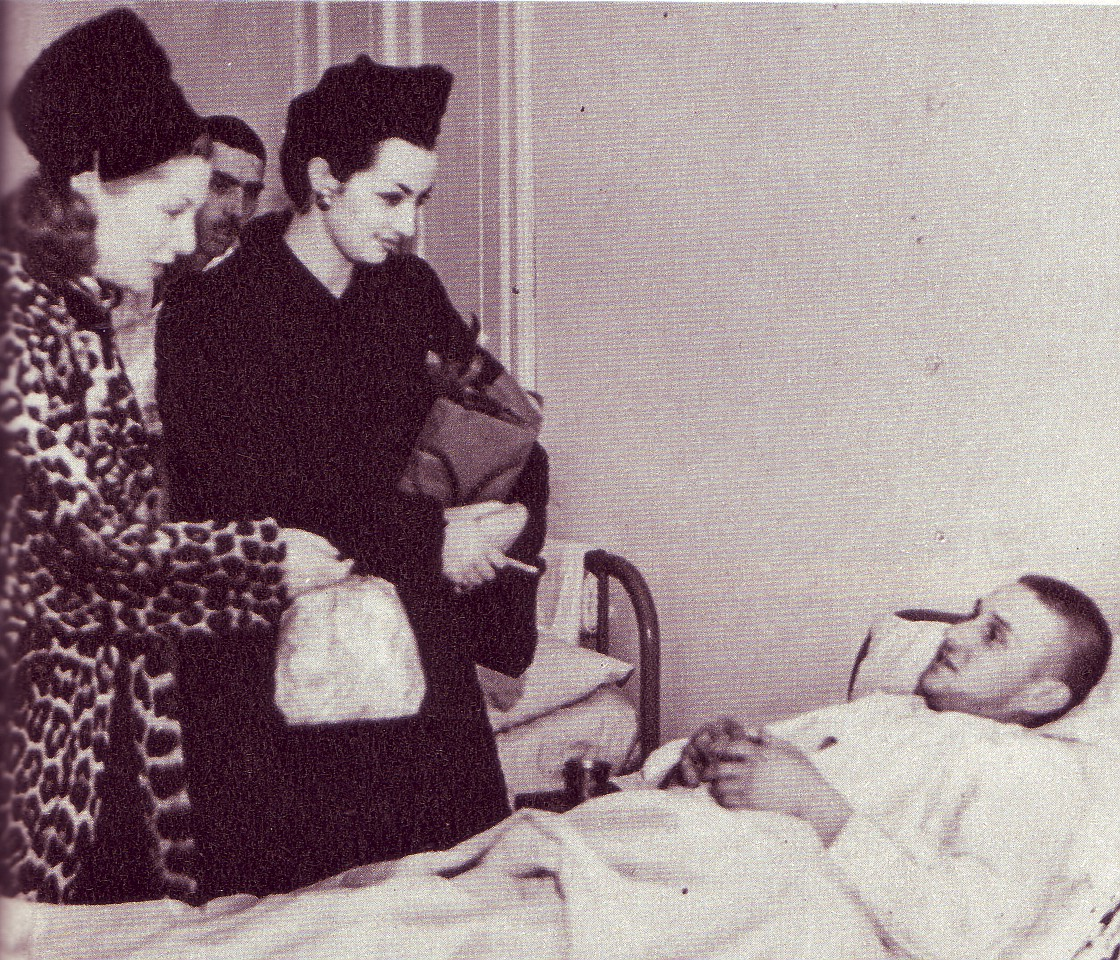
Doris Duranti ed Elsa De Giorgi in visita ad un soldato ferito (1941)

Nacque in una famiglia di antica aristocrazia umbro-marchigiana, i Giorgi Alberti, nobili di Bevagna e Camerino, patrizi di Spoleto. Fu scoperta a seguito di un concorso fotografico al quale partecipò quale soggetto, non ancora diciottenne, da Mario Camerini, che le offrì il ruolo della protagonista in T'amerò sempre (1933). Tra gli anni trenta e quaranta recitò in numerosi film, diretta dai maggiori registi italiani del periodo, che la resero una delle dive del cinema italiano dell'epoca fascista.
Diede alle stampe, nel 1955, I coetanei (Einaudi), diario pubblico contenente molti riferimenti alla lotta partigiana (con un omaggio al coraggioso marito Sandrino) e al cinema romano del periodo bellico. Per quest'opera vinse il Premio Viareggio opera prima . Nei primi anni sessanta, collaborò, in qualità di critico teatrale, col periodico romano "Pensiero Nazionale". 
Nel 1974 uscì il film Sangue più fango uguale logos passione, di cui era regista, sceneggiatrice, produttrice e interprete comprimaria. Nel 1975 interpretò il ruolo della signora Maggi, una delle narratrici, in Salò o le 120 giornate di Sodoma di Pier Paolo Pasolini. Ritornò a teatro nel 1983 con un suo adattamento di Torquato Tasso di Carlo Goldoni . L'ultimo film in cui apparve fu Assolto per aver commesso il fatto, all'inizio degli anni novanta.
Elsa De Giorgi morì nel 1997. Il suo archivio è conservato presso il Centro per gli studi sulla tradizione manoscritta di autori moderni e contemporanei dell’Università di Pavia. Suoi dattiloscritti foto e corrispondenza sono altresì conservati presso la biblioteca Labanca di Agnone (Isernia).

## Vita privata
Sposata col conte Sandrino Contini Bonacossi, nella seconda metà degli anni Cinquanta ebbe un'appassionata relazione con lo scrittore Italo Calvino, descritta nel libro Ho visto partire il tuo treno (Milano, Leonardo, 1992).

## Opere
- I coetanei, con una lettera di Gaetano Salvemini, Torino, Einaudi, 1955 (Premio speciale per un trattato sull'armistizio dell'8 settembre 1943 ex aequo, nell'ambito del Premio Viareggio)[5]
  - Nuova ed. con prefazione di Giuliano Manacorda, Milano, Leonardo, 1992
- L'innocenza, Venezia, Sodalizio del libro, 1960 ("La sfera" 7)
  - Trad. francese: L'Innocence, roman traduit de l'italien par Marcelle Bourrette-Serre, Paris, Albin Michel (Lagny-sur-Marne, impr. Grevin et fils), 1963
- La mia eternità, con una premessa di Pier Paolo Pasolini e tre disegni originali di Renato Guttuso, Caltanissetta-Roma, S. Sciascia, 1962 ("Un coup de des" 2)
- Un coraggio splendente: romanzo, Milano, Sugar, 1964
- Il sole e il vampiro, Edizioni di Opera aperta (Città di Castello, Istituto poligrafico umbro), 1969 ("I testi" 1)
- Storia di una donna bella, Roma, La nuova sinistra - Edizioni Samonà e Savelli, 1970 ("Narrativa" 1)
- Dicevo di te, Pier Paolo, con una testimonianza poetica di Rafael Alberti, introduzione di Giuliano Manacorda, Roma, Carte segrete, 1977 ("Carte segrete di poesia" 3)
- Poesia stuprata dalla violenza, Roma, Carte segrete, 1978 ("Carte segrete di poesia" 6)
- L'eredità Contini Bonacossi: l'ambiguo rigore del vero, Milano, Mondadori, 1988
- Ho visto partire il tuo treno, Milano, Leonardo, 1992
- Una storia scabrosa, Milano, Baldini & Castoldi, 1997
- Corpus mysticum: poesie, disegni di Dimitrije Popovic, a cura di Carmine Siniscalco, Roma, Segni e (di), [senza data]

## Filmografia

Elsa De Giorgi in Salò o le 120 giornate di Sodoma (1975)

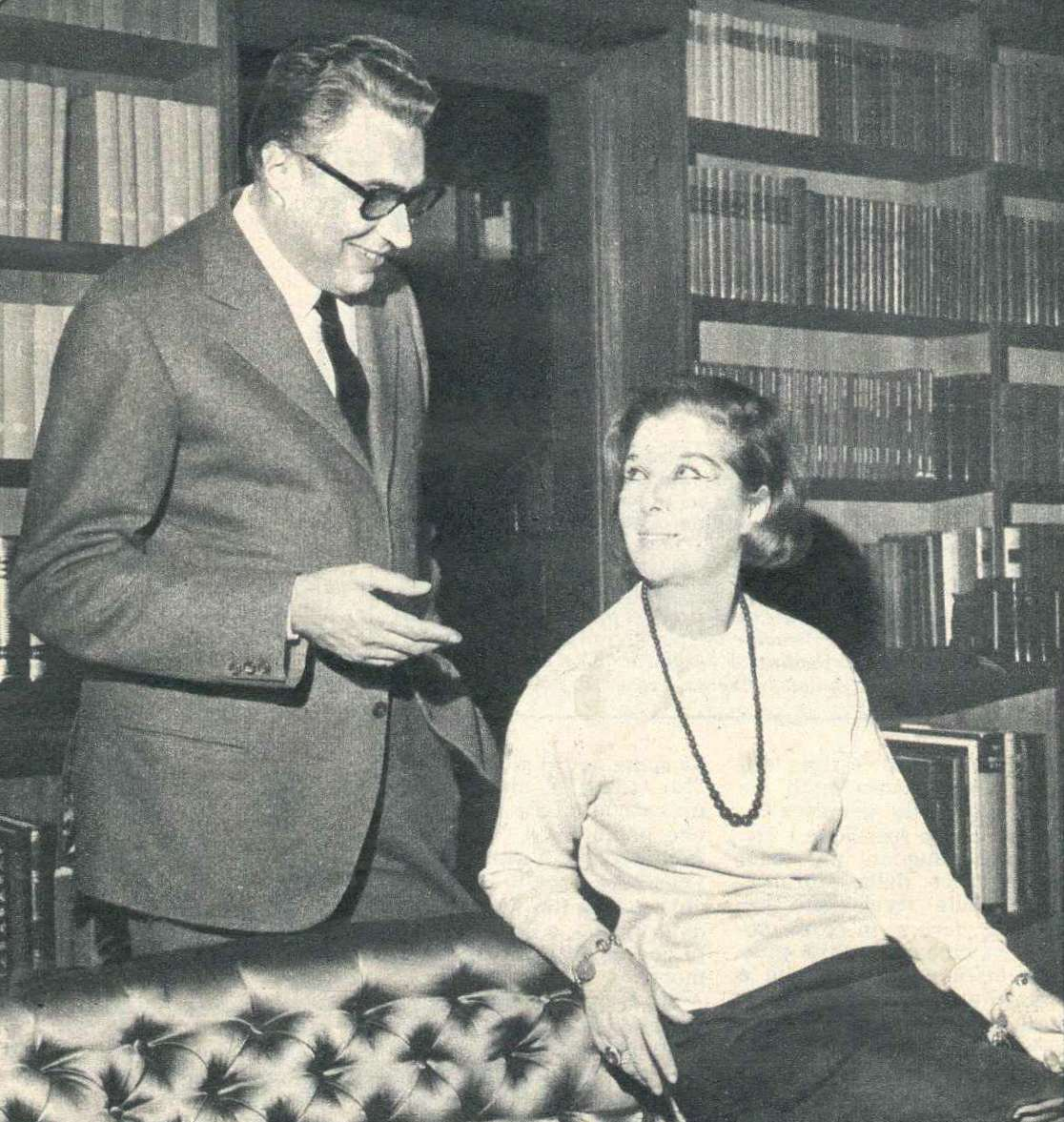
Elsa De Giorgi e Luigi Silori a Roma nel 1964

- Ninì Falpalà, regia di Amleto Palermi (1933)
- L'impiegata di papà, regia di Alessandro Blasetti (1933)
- T'amerò sempre, regia di Mario Camerini (1933)
- Teresa Confalonieri, regia di Guido Brignone (1934)
- La signora Paradiso, regia di Enrico Guazzoni (1934)
- L'eredità dello zio buonanima, regia di Amleto Palermi (1934)
- Porto, regia di Amleto Palermi (1935)
- Ma non è una cosa seria, regia di Mario Camerini (1936)
- La mazurka di papà, regia di Oreste Biancoli (1938)
- La sposa dei Re, regia di Duilio Coletti (1938)
- La voce senza volto, regia di Gennaro Righelli (1939)
- Montevergine, regia di Carlo Campogalliani (1939)
- Due milioni per un sorriso, regia di Carlo Borghesio e Mario Soldati (1939)
- Il fornaretto di Venezia, regia di Duilio Coletti (1939)
- Capitan Fracassa, regia di Duilio Coletti (1940)
- La maschera di Cesare Borgia, regia di Duilio Coletti (1941)
- Tentazione, regia di Hans Hinrich e Aldo Frosi (1942)
- Fra Diavolo, regia di Luigi Zampa (1942)
- Sant'Elena, piccola isola, regia di Umberto Scarpelli e Renato Simoni (1943)
- La locandiera, regia di Luigi Chiarini (1944)
- Il tiranno di Padova, regia di Max Neufeld (1946)
- Manù il contrabbandiere, regia di Lucio De Caro (1947)
- La ricotta, episodio di Ro.Go.Pa.G., regia di Pier Paolo Pasolini (1963)
- Sangue più fango uguale logos passione, regia di Elsa De Giorgi (1974)
- Salò o le 120 giornate di Sodoma, regia di Pier Paolo Pasolini (1975)
- Poussière de diamant, regia di Fahdel Jaibi e Mahmoud Ben Mahmoud (1992)
- Assolto per aver commesso il fatto, regia di Alberto Sordi (1992)

## Doppiatrici
- Lydia Simoneschi in Il fornaretto di Venezia, Montevergine, Due milioni per un sorriso, Capitan Fracassa, Fra Diavolo
- Wanda Tettoni in Tentazione
- Dhia Cristiani in Il tiranno di Padova

## Prosa televisiva Rai
- La febbre del fieno, di Noël Coward, regia di Guglielmo Morandi, trasmessa il 28 luglio 1961.

## Prosa radiofonica Rai
- Fin da quando c'è il paradiso, commedia di John Boynton Priestley, regia di Umberto Benedetto, trasmessa il 23 agosto 1951
- L'ultima settimana di Don Giovanni, di André Charmel, regia di Umberto Benedetto, trasmessa il 12 febbraio 1955.

## Teatro

### Regista
- Sangue più fango uguale logos passione, regia di Elsa De Giorgi (1974)
- In principio era Marx di Adele Cambria (testo pubblicato a Padova, Mastrogiacomo, 1978, collana "Teatro oggi"): prima rappresentazione, Roma, Teatro La Maddalena, 8 aprile 1980[6]

## Opere letterarie
- I coetanei, Einaudi, Torino 1955
- Ho visto partire il tuo treno, ed. Leonardo 1992